# 은하 (로켓)

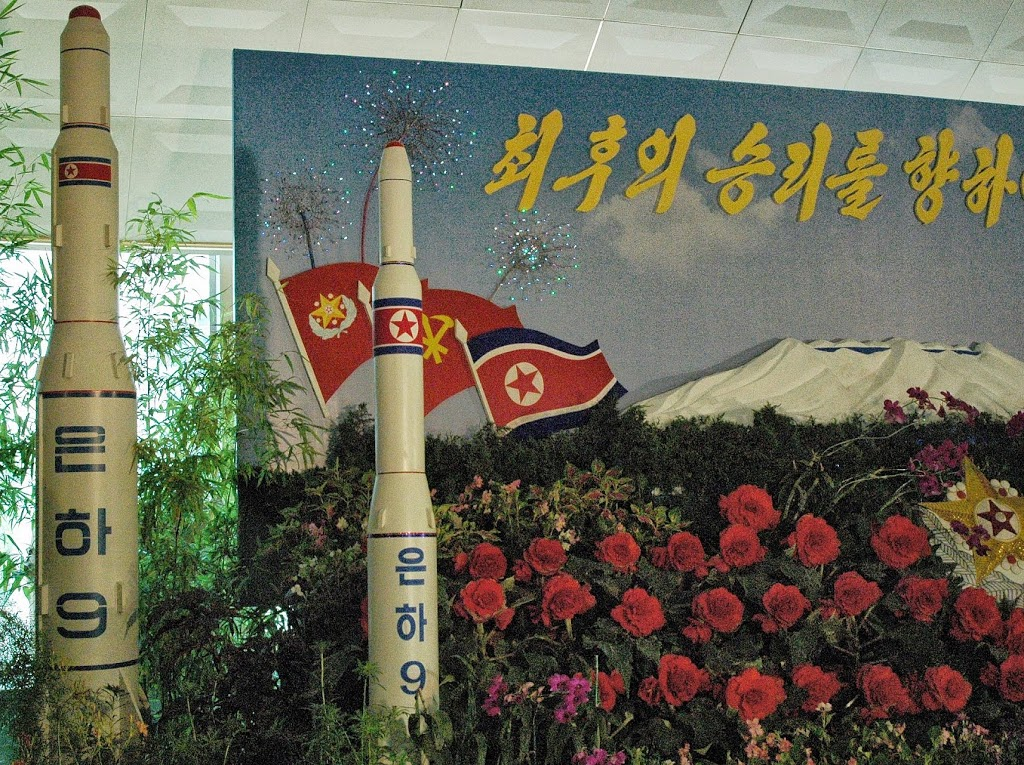
북한의 은하 9호 모형

은하(銀河)는 조선민주주의인민공화국의 로켓으로, 2호는 2009년 4월 5일 오전 11시 30분경에 발사하였다.

## 역사
2013년 1월 3일 자 노동신문을 통해 북한은 6기의 은하 로켓이 있다고 주장하면서 은하 4호와 은하 5호는 지구관측위성 발사용이고, 은하 6호, 은하 7호, 은하 8호는 통신위성 발사용이며, 은하 9호는 달 궤도 탐사위성(lunar orbiter) 발사용이라고 밝혔다.
2017년 12월 11일, 북한은 평양에서 열린 군수공업대회의 비공개 자리에서 은하 4호의 발사를 계획했다는 소식이 알려지기도 했다. 이 미사일의 기체 개발은 거의 완료됐지만, 발사준비에만 앞으로 6개월가량 소요될 것이다. 물론 그 이후엔 2021년까지 북한의 장거리 미사일 발사는 없었다.

## 일지
- 1998년 8월 31일: 대포동 1호 발사.
- 2006년 7월 5일: 대포동 2호 발사. 미국 현지 시각으로 독립기념일.
- 2009년 2월 17일 ~ 2월 19일: 우다웨이 중화인민공화국 외교부 부부장, 조선민주주의인민공화국을 방문하여 미사일 문제를 협의함.
- 2009년 2월 24일: 대한민국 외교통상부, 북한 미사일 태스크포스 발족.
- 2009년 3월 6일: 조선민주주의인민공화국, 외기권조약 가입.
- 2009년 3월 10일: 조선민주주의인민공화국, 외기권에 발사된 물체의 등록에 관한 협약 가입.
- 2009년 3월 11일: 데니스 블레어 미국 국가정보국(NI) 국장, 조선민주주의인민공화국이 발사하려는 것은 '우주발사체'라고 발언함.
- 2009년 3월 12일: 조선민주주의인민공화국, 4월 4일에서 4월 8일 사이에 발사하겠다고 국제 해사 기구(IMO)에 통보.
- 2009년 4월 5일: 오전 11시 30분 15초(조선민주주의인민공화국 현지 시간) 함경북도 무수단리에서 은하 2호를 발사.

## 은하 1호
은하 1호가 무엇이지는 명확하지 않다. 지난 1998년에 발사한 것은 백두산 1호라고 조선민주주의인민공화국 언론이 발표하였으며, 2006년 발사한 대포동 2호는 특별한 명칭의 언급이 없었다. 그러다가 갑자기 이번에 발사하는 우주발사체가 은하 2호라고 조선민주주의인민공화국 언론이 발표하였다.

## 같이 보기
- 코스모스 1호